# Шебалин, Дмитрий Виссарионович
Дмитрий Виссарио́нович Шебали́н (3 августа 1930 года, Москва — 12 августа 2013 года, Москва) — альтист, артист Квартета имени А. П. Бородина, педагог. Народный артист РСФСР (1974). Лауреат Государственной премии СССР (1986).

## Биография
Д. В. Шебалин родился 3 августа 1930 года в Москве в семье композитора Виссариона Яковлевича Шебалина. Уже в 6 лет сочинял музыку: «Кантата о Сталине».
В 1948 году окончил Центральную музыкальную школу — учился на скрипке у К. Г. Мостраса и Ю. И. Янкелевича, а также на фортепиано у Н. Н. Кувшинникова.
Учился в Московской консерватории на оркестровом факультете (на альте — со второго курса, сначала — у М. Н. Тэриана, затем — у В. В. Борисовского) и, на только открывшемся, факультете симфонического дирижирования (у А. В. Гаука). На дирижёрском факультете было всего три учащихся: Дмитрий Шебалин, Геннадий Рождественский и Евгений Светланов. Ещё обучаясь в консерватории, Д. В. Шебалин стал выступать в составе Большого симфонического оркестра Всесоюзного радио (1950—1952).
В 1953 году окончил оркестровый факультет московской консерватории.
В 1952—1996 годах Д. В. Шебалин выступал в составе «Квартета им. А. П. Бородина».
Похоронен в Москве на Новодевичьем кладбище (8 уч. 29 ряд), рядом с родителями.

## Награды и звания
- Государственная премия СССР (1986) — за концертные программы 1982—1983 годов
- Государственная премия РСФСР имени М. И. Глинки (1968) — за концертные программы 1965—1966 и 1966—1967 годов[5]
- Заслуженный артист РСФСР (1967)
- Народный артист РСФСР (1974)
- Орден Дружбы (29 декабря 1994 года) — за заслуги перед государством, успехи, достигнутые в труде, культуре, искусстве, большой вклад в укрепление дружбы и сотрудничества между народами[6]

Д. В. Шебалин был мастером спорта по большому теннису и волейболу.

## Педагогическая деятельность
В Московской консерватории вёл класс альта (с 1969 года — доцент, с 1996 года — профессор), возглавлял класс квартета (кафедра камерного ансамбля и квартета). В 1980—1996 годах проводил мастер-классы в различных странах мира.

### Ученики
Среди учеников — участники Квартета имени Чюрлёниса, Квартета имени М. И. Глинки (Т. Колчанова, Е. Харитонова, Д. Потёмкин, О. Смирнов), Квартета в составе: В. Перваков, Ю. Майборода, А. Ридер, Д. Тонконогий; «Rusquartet» в составе: А. Снежина, А. Янчишина, К. Жулёва, А. Негодаева.

## Семья
Жена: Анна Аркадьевна, альтистка.
Дети: Фёдор, Елена, Дмитрий, Роман.